# Burgstall Ainring
Der Burgstall Ainring  ist eine abgegangene mittelalterliche Niederungsburg auf 557 m ü. NHN etwa 110 m südwestlich der Filialkirche St. Ulrich in Ulrichshögl, einem Gemeindeteil der Gemeinde Ainring im oberbayerischen Landkreis Berchtesgadener Land. Er ist ein Bodendenkmal.

## Geschichte

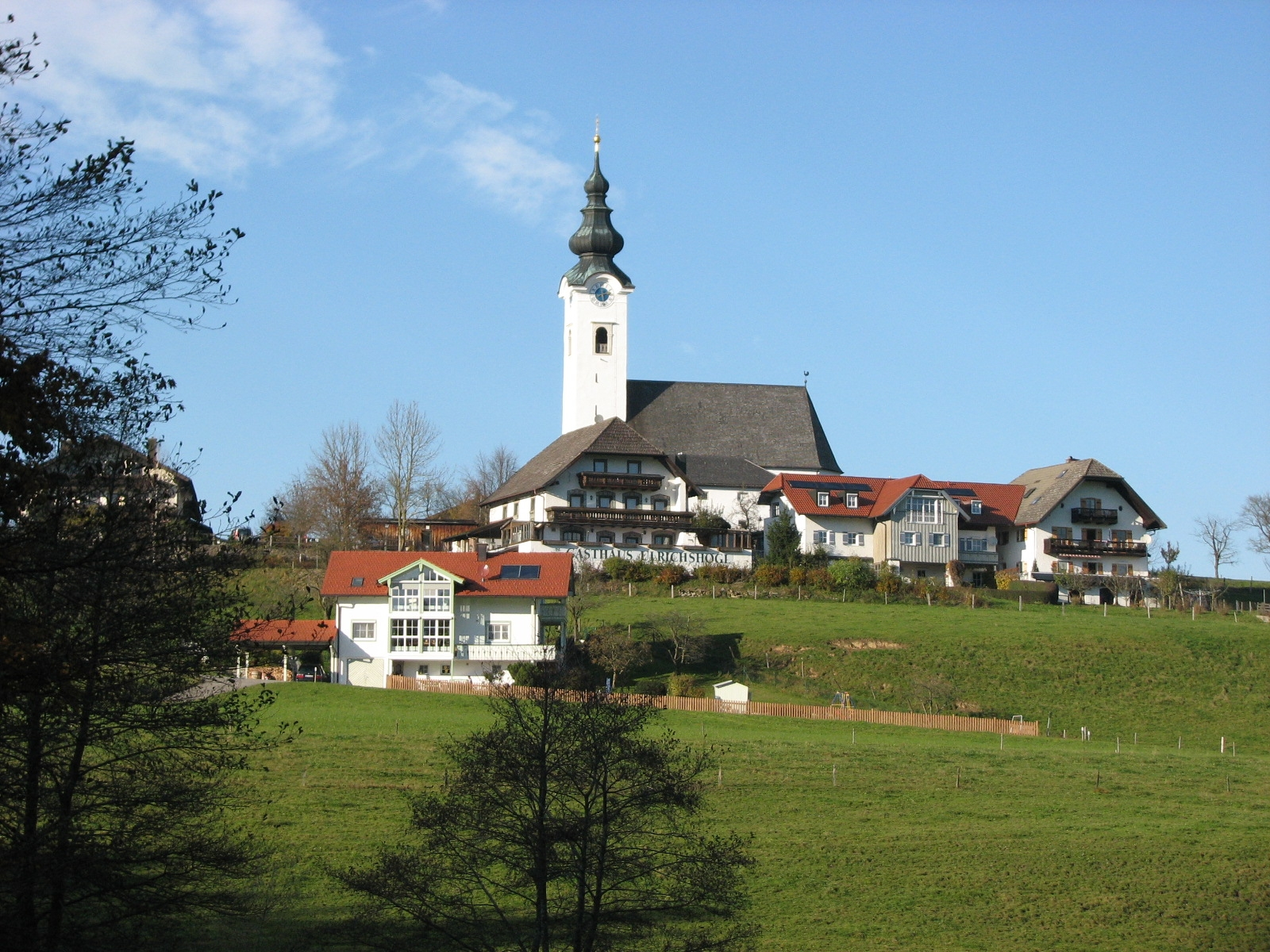
Filialkirche St. Ulrich in Ulrichshögl

Die Burg wird 1170 als „veste Hegelen“ der Högler erwähnt. Die nahe gelegene romanische Filialkirche St. Ulrich gilt als Burgkapelle der Högler.

## Beschreibung
Der Burgstall ist ein eingetragenes Bodendenkmal und wird als „verebneter Burgstall des hohen Mittelalters (‚Feste Högl‘)“ geführt.